# 僕等はみんな恋人さ
「僕等はみんな恋人さ」は、1965年7月17日に ビクターより発売された橋幸夫の70枚目のシングル（SV-284）。同年12月には、同名のミュージックブックが制作・発売された（SB3030）。

## 概要
- 前月（1965年6月5日）に「あの娘と僕（スイム・スイム・スイム）」をリリースして、大ヒットを記録している（2ヶ月で71万枚のヒット[2]）さなかの7月、橋は3枚のシングルを立て続けにリリースした。「調和音頭」（7月15日）、「僕等はみんな恋人さ」（7月17日）、「月の舞妓はん」（7月20日）である。
- 特に「僕等はみんな恋人さ」は、作詞岩谷時子、作・編曲いずみたくによるリズム歌謡で、岩谷やいずみとの共演は橋にとっては初めてであった。
- 橋のリズム歌謡は、佐伯孝夫・吉田正の両恩師コンビによる一連の作品（「恋をするなら」、「ゼッケンNO.1スタートだ」、「チェッ・チェッ・チェッ -涙にさよならを-」、「あの娘と僕（スイム・スイム・スイム）」、アメリアッチリズムによる「恋と涙の太陽（アメリアッチ）」）が著名だが、本作は「恋のインターチェンジ」同様、佐伯・吉田コンビ以外の作家によるリズム歌謡で、時代を反映してエレキサウンドも効果的に使用されている。
- 『平凡』ランキング月間第一位（第21回）
- 橋はこの頃、佐伯・吉田コンビ以外の曲が増えてきたことについて「やっぱり、いろんな先生方とやってみたかったですね。.....だからこの年は、そういう点では刺激的でした」と回想している[3]。
- 橋と岩谷時子の共演はシングルでは本作のみであるが（アルバムでの共演はある）、橋は印象的な作詞家の一人に岩谷時子をあげている[4]。いずみたくとの共演も同様である。
- c/wの「ぜったい好きだぜ」は、A面とおなじく岩谷時子、いずみたくの制作である。
- 2017年のNHK連続テレビ小説『ひよっこ』にて、出演者が本曲を歌唱する場面が描かれている[5]。

## 収録曲
1. 僕等はみんな恋人さ
作詞： 岩谷時子、作・編曲：いずみたく
2. ぜったい好きだぜ
作詞： 岩谷時子、作・編曲：いずみたく

## 収録アルバム
- 『橋幸夫が選んだ橋幸夫ベスト40曲』（2000年10月4日）VICL-60641～2
- 『橋幸夫／豪華版全曲集』 [2CD]　（1992年10月28日）　VICL-40059～60
.....その他
- CD-BOXでの収録は以下のとおり
『橋幸夫大全集』（CD-BOX 6枚組） [1993年9月20日発売] DISC-5
『橋幸夫のすべて』（CD-BOX 5枚組） [2011年2月8日発売] DISC-2

## ミュージックブック「僕等はみんな恋人さ」
掲載記事
1. 巻頭グラビア
2. 橋幸夫ヒット賞50曲突破記念リサイタルからーヒット50曲の貫禄
3. ゆるがぬ王座（和田高司）
4. グラビア
5. 歌詞紹介1（僕等はみんな恋人さ、ぜったい好きだぜ）
6. 歌詞紹介2（未練、情け無用の渡り鳥）
7. グラビア
8. 幸ちゃん見つけた
9. グラビア
10. 歌詞紹介3（飴やまかり通る、気まま街道）
11. 歌詞紹介4（八州喧嘩笠、風の三度笠）
12. グラビア
13. 橋幸夫ヒット賞50曲一覧

付属ソノシート（両面録音2枚）
1. シート1（僕等はみんな恋人さ、ぜったい好きだぜ）
2. シート2（未練、情け無用の渡り鳥）
3. シート3（飴やまかり通る、気まま街道）
4. シート4（八州喧嘩笠、風の三度笠）

制作：日本ビクター株式会社 / 発行：ビクター出版株式会社（1965年12月）